# Награды Калининградской области
Награды Калининградской области — награды субъекта Российской Федерации, учреждённые в Калининградской области в соответствии со следующими правовыми актами:
- закон от 26 сентября 2007 года № 161 «О наградах Калининградской области»[1].
- указ губернатора Калининградской области от 22 ноября 2007 года № 49 (ред. от 25.04.2008) «О реализации требований Закона Калининградской области „О наградах Калининградской области“»[2].
- уставный закон Калининградской области от 5 июля 2017 года № 91 «О наградах Калининградской области»[3].

В соответствии с законом, наградами области являются:
- звание «Почётный гражданин Калининградской области»;
- орден «За заслуги перед Калининградской областью»;
- медаль «За заслуги перед Калининградской областью»;
- медаль Законодательного Собрания Калининградской области "За заслуги в развитии парламентаризма";
- медаль «Материнская слава»;
- почётные звания Калининградской области;
- почётная грамота Законодательного Собрания Калининградской области (наименование до 19 мая 2022 г. - Почётная грамота Калининградской областной Думы);
- почётная грамота Губернатора Калининградской области (с 1 января 2023 г.);
- почётная грамота Правительства Калининградской области.

В 2006 — 2010 гг. к наградам области относилась медаль «Ветеран труда Калининградской области». 
Поощрения Губернатора Калининградской области и юбилейные медали Калининградской области не относятся к официальным наградам области, но также учреждаются губернатором Калининградской области. 
Награды Калининградской области являются высшей формой поощрения граждан Российской Федерации, иностранных граждан, лиц без гражданства за достижения и заслуги в экономике, науке, культуре, искусстве и просвещении, в укреплении законности, охране здоровья и жизни, защите прав и свобод граждан, воспитании, развитии спорта, за значительный вклад в дело защиты Отечества и обеспечение безопасности, за активную общественную и благотворительную деятельность и иные заслуги перед Калининградской областью.
Награды предназначены для поощрения работников учреждений, организаций и предприятий Калининградской области, военнослужащих, сотрудников силовых ведомств, а также иных граждан Российской Федерации и граждан иностранных государств за заслуги перед Калининградской областью.
По случаю праздничных дней и памятных дат Калининградской области Губернатором Калининградской области принимаются решения об учреждении юбилейных медалей, не являющихся наградами области. 
Исполнительные органы государственной власти Калининградской области и иные государственные органы Калининградской области вправе учреждать награды соответствующих исполнительных органов государственной власти Калининградской области и иных государственных органов Калининградской области.
В связи с переименованием в 2022 году Калининградской областной Думы в Законодательное собрание Калининградской области Почётная грамота Калининградской областной Думы 19 мая 2022 года была переименована в Почётную грамоту Законодательного Собрания Калининградской области.

## Официальные награды Калининградской области

### Высшая награда
| Изображение награды | Наименование награды | Дата учреждения       | Правила награждения | Источник                                                                                                 |
| ------------------- | --- | --------------------- | --- | --- |
|                     | Почётное звание «Почётный гражданин Калининградской области» ––– (Знак на ленте «Почётный гражданин Калининградской области») | 26 сентября 2007 года | Звание «Почётный гражданин Калининградской области» является высшей наградой Калининградской области, присваиваемой за исключительные заслуги перед Калининградской областью и ее жителями, способствующие развитию, повышению авторитета Калининградской области в Российской Федерации и за рубежом. Звание «Почётный гражданин Калининградской области» присваивается не более чем одному лицу в течение календарного года, а в юбилейный год образования Калининградской области (75 лет и каждые последующие 5 лет, начиная с даты 4 июля 1946 года) - не более чем двум лицам. Одному и тому же лицу звание «Почётный гражданин Калининградской области» повторно не присваивается. Не допускается посмертного присвоения звания «Почётный гражданин Калининградской области». Звание «Почётный гражданин Калининградской области» присваивается законом Калининградской области. Лицу, удостоенному звания «Почётный гражданин Калининградской области», выплачивается разовое денежное вознаграждение в размере 1 миллиона рублей, вручаются диплом и знак «Почётный гражданин Калининградской области» для ношения на шее и в петлице. | Закон Калининградской области от 26.02.2008 № 222 "О звании «Почётный гражданин Калининградской области» |

### Орден
| Изображение награды | Наименование награды                              | Дата учреждения       | Правила награждения | Источник |
| ------------------- | ------------------------------------------------- | --------------------- | --- | --- |
|                     | Орден «За заслуги перед Калининградской областью» | 26 сентября 2007 года | Орденом «За заслуги перед Калининградской областью» награждаются граждане за особые заслуги перед Калининградской областью, связанные с развитием российской государственности в Калининградской области, укреплением мира, дружбы и сотрудничества между народами, достижениями в экономике, науке, технике, культуре, искусстве, воспитании, образовании и других видах трудовой деятельности, за значительный вклад в дело защиты Отечества, охраны здоровья, жизни и прав граждан. Орденом «За заслуги перед Калининградской областью» награждаются лица, организации, муниципальные образования Калининградской области, заслуги которых были ранее отмечены медалью «За заслуги перед Калининградской областью». Лицу, организации, муниципальному образованию Калининградской области, удостоенным ордена «За заслуги перед Калининградской областью», выплачивается разовое денежное вознаграждение в размере 50000 рублей и вручается удостоверение, подтверждающее награждение орденом «За заслуги перед Калининградской областью». Очередное награждение орденом «За заслуги перед Калининградской областью» за новые заслуги возможно не ранее чем через два года после предыдущего награждения. | Указ от 22 ноября 2010 года № 366 «О реализации требований Уставного закона Калининградской области "О наградах Калининградской области"» --- |

### Медали
| Изображение награды | Наименование награды                                        | Дата учреждения                                           | Правила награждения | Источник |
| ------------------- | ----------------------------------------------------------- | --------------------------------------------------------- | --- | --- |
|                     | Медаль «За заслуги перед Калининградской областью»          | 26 сентября 2007 года                                     | Медалью «За заслуги перед Калининградской областью» награждаются граждане за заслуги в области промышленности и сельского хозяйства, строительства и транспорта, науки и образования, здравоохранения и культуры, а также в других областях трудовой деятельности; за вклад в дело защиты Отечества, успехи в поддержании высокой боевой готовности подразделений, частей и соединений, за отличные показатели в боевой подготовке и иные заслуги во время прохождения военной службы; за укрепление законности и правопорядка, обеспечение государственной безопасности. Лицу, организации, муниципальному образованию Калининградской области, награждённым медалью «За заслуги перед Калининградской областью», выплачивается разовое денежное вознаграждение в размере 30000 рублей и вручается удостоверение, подтверждающее награждение медалью «За заслуги перед Калининградской областью». Очередное награждение медалью «За заслуги перед Калининградской областью» за новые заслуги возможно не ранее чем через два года после предыдущего награждения. | Уставной закон от 5 марта 2011 года № 561 «О наградах Калининградской области» --- |
|                     | Медаль «За заслуги в развитии парламентаризма»              | 3 октября 2022 года                                       | Положение о медали Законодательного Собрания Калининградской области «За заслуги в развитии парламентаризма», образец бланка удостоверения к медали Законодательного Собрания Калининградской области «За заслуги в развитии парламентаризма», описание и рисунок медали Законодательного Собрания Калининградской области «За заслуги в развитии парламентаризма» утверждаются Законодательным Собранием Калининградской области. Лицу, организации, муниципальному образованию Калининградской области, награжденному медалью Законодательного Собрания Калининградской области «За заслуги в развитии парламентаризма», выплачивается денежная премия в размере 30 тысяч рублей и вручается удостоверение, подтверждающее награждение медалью Законодательного Собрания Калининградской области «За заслуги в развитии парламентаризма». Повторное награждение медалью Законодательного Собрания Калининградской области «За заслуги в развитии парламентаризма» не производится.                                                                              | Уставный закон Калининградской области от 03.10.2022 № 131 «О внесении изменений в Уставный закон Калининградской области "О наградах Калининградской области"»                                                              |
|                     | Медаль «Материнская слава»                                  | 6 декабря 2011 года                                       | Медалью «Материнская слава» награждаются матери воспитывающие пять и более детей, за формирование у их детей активной жизненной позиции и нравственных устоев, создание условий, обеспечивающих достижение ими высоких результатов в трудовой, учебной, творческой, спортивной и иной деятельности. К награждению медалью ежегодно представляются 5 матерей. Лицу, награжденному медалью «Материнская слава», выплачивается разовое денежное вознаграждение в размере 30000 рублей и вручается удостоверение, подтверждающее награждение медалью «Материнская слава». Очередное награждение лица медалью «Материнская слава» не производится. | Уставной закон от 5 марта 2011 года № 561 «О наградах Калининградской области» --- |
|                     | Медаль «Ветеран труда Калининградской области» (упразднена) | 26 сентября 2006 года --- Упразднена 30 декабря 2010 года | Медаль «Ветеран труда Калининградской области» вручалась лицам, которым указом Губернатора Калининградской области было в 2006-2010 гг. присвоено звание «Ветеран труда Калининградской области». Медаль носится на правой стороне груди ниже государственных и ведомственных наград. Вручение медали производилось на основании указа Губернатора Калининградской области «О присвоении звания "Ветеран труда Калининградской области"». Медаль вручалась Губернатором Калининградской области или иными лицами по его поручению в торжественной обстановке. Одновременно с медалью вручалось удостоверение к ней. Сведения о награждении медалью заносились в трудовую книжку. Невручённые медали и удостоверения к ним были возвращены в аппарат Правительства Калининградской области с указанием причин возврата. | Закон Калининградской области от 26 сентября 2006 года № 55 «Об учреждении медали "Ветеран труда Калининградской области"» (утратил силу в соответствии с Законом Калининградской области от 30 декабря 2010 года № 543) --- |

### Почётные звания
| Изображение награды | Наименование награды | Дата учреждения      | Правила награждения | Источник |
| ------------------- | --- | -------------------- | --- | --- |
|                     | Почётное звание Калининградской области «Заслуженный работник культуры Калининградской области» ––– (Нагрудный знак к почётному званию)         | 16 февраля 2016 года | Почётное звание Калининградской области «Заслуженный работник культуры Калининградской области» присваивается высококвалифицированным работникам сферы культуры Калининградской области, имеющим стаж работы в сфере культуры свыше 10 лет, за: - многолетний труд и заслуги в области культуры, существенный личный вклад в развитие, сохранение и популяризацию российской культуры и искусства; - разработку и внедрение современных проектов, передовых форм и методов организации труда в сфере культуры; - высокое профессиональное мастерство, способствующее развитию сферы культуры Калининградской области; - заслуги в области подготовки специалистов и высококвалифицированных кадров для организаций сферы культуры. | Указ Губернатора Калининградской области от 16 февраля 2016 года № 25 (ред. от 03.06.2020) «О почётном звании Калининградской области "Заслуженный работник культуры Калининградской области"» |
|                     | Почётное звание Калининградской области «Почётный строитель Калининградской области» ––– (Нагрудный знак к почётному званию)                    | 24 июля 2015 года    | Почётное звание Калининградской области «Почётный строитель Калининградской области» присваивается работникам организаций строительной отрасли Калининградской области, в том числе проектных, научно-исследовательских и образовательных организаций, а также работникам Министерства строительства и жилищно-коммунального хозяйства Калининградской области и подведомственных Министерству строительства и жилищно-коммунального хозяйства Калининградской области организаций за: - многолетний труд и заслуги в области строительства, успешное выполнение заданий по строительству и вводу в эксплуатацию объектов и производственных мощностей с высоким качеством; - разработку и внедрение современных проектов строительства, новейшей техники и технологий, использование передовых форм, методов организации производства, индустриальных конструкций и конкурентоспособных строительных материалов, дающих значительный экономический эффект; - личные заслуги в подготовке квалифицированных кадров для организаций строительного комплекса Калининградской области. Почётное звание присваивается гражданам Российской Федерации, иностранным гражданам, лицам без гражданства, проработавшим в строительной отрасли Калининградской области не менее 10 лет. | Указ Губернатора Калининградской области от 24 июля 2015 года № 104 (ред. от 06.02.2020) «О почётном звании Калининградской области "Почётный строитель Калининградской области"» |
|                     | Почётное звание Калининградской области «Почётный работник сельского хозяйства Калининградской области» ––– (Нагрудный знак к почётному званию) | 19 октября 2016 года | Почётное звание Калининградской области «Почётный работник сельского хозяйства Калининградской области» присваивается работникам организаций агропромышленного комплекса, в том числе проектных, научно-исследовательских и образовательных организаций, работникам крестьянских (фермерских) хозяйств, а также работникам Министерства сельского хозяйства Калининградской области и подведомственных Министерству сельского хозяйства Калининградской области организаций, за личные заслуги: - в развитии агропромышленного комплекса Калининградской области; - в существенном увеличении урожайности и сбора сельскохозяйственных культур, повышении плодородия земель, продуктивности скота и птицы; - в создании на территории Калининградской области нового производства высококачественной, экологически чистой сельскохозяйственной, животноводческой, птицеводческой и молочной продукции с применением современного высокотехнологичного оборудования, способствующего повышению качества производимой продукции и улучшению ее потребительских свойств, в целях импортозамещения продукции; - в осуществлении рационализаторской и инновационной деятельности, способствующей улучшению натурального качественного состава и иммуностимулирующих свойств сельскохозяйственной, животноводческой, птицеводческой и молочной продукции, высокоэффективному функционированию производства с существенным понижением энергозатрат, повышением производительности труда и уровня экологичности; - в повышении обеспеченности населения Калининградской области высококачественной, экологически чистой сельскохозяйственной, животноводческой, птицеводческой и молочной продукцией; - в принятии своевременных профилактических мер, направленных на борьбу с распространенными заболеваниями растительных культур, плодовых деревьев, животных и птиц и на повышение количественных и качественных показателей продукции, производимой в Калининградской области; - в проведении научно-практических исследований, результаты которых позволили существенно повысить производительность агропромышленного комплекса Калининградской области; - в подготовке квалифицированных кадров для организаций агропромышленного комплекса Калининградской области. Почётное звание присваивается гражданам Российской Федерации, иностранным гражданам, лицам без гражданства, проработавшим в сфере сельского хозяйства Калининградской области не менее 10 лет. | Указ Губернатора Калининградской области от 19 октября 2016 года № 116 «О почётном звании Калининградской области "Почётный работник сельского хозяйства Калининградской области"» --- Указ Губернатора Калининградской области от 29 октября 2019 года № 86 «О внесении изменений в Указ Губернатора Калининградской области от 19 октября 2016 года № 116» |
|                     | Почётное звание Калининградской области «Почётный работник рыбного хозяйства Калининградской области» ––– (Нагрудный знак к почётному званию)   | 15 декабря 2015 года | Почётное звание Калининградской области «Почётный работник рыбного хозяйства Калининградской области» присваивается работникам организаций рыбного хозяйства Калининградской области, в том числе проектных, научно-исследовательских и образовательных организаций, а также работникам Министерства сельского хозяйства Калининградской области и подведомственных Министерству сельского хозяйства Калининградской области организаций, за личные заслуги: - в развитии рыбного хозяйства Калининградской области за счёт внедрения новейших достижений науки и техники, обеспечивающих эффективное развитие рыбоводства, воспроизводство и акклиматизацию водных биологических ресурсов на территории Калининградской области; - в развитии международного сотрудничества, в том числе отстаивании интересов рыболовства Калининградской области при осуществлении внешнеэкономической деятельности; - в создании на территории Калининградской области новых производств, перерабатывающих рыбу и рыбопродукцию, и других современных объектов рыбного хозяйства, выпускающих высококачественную, экологически чистую продукцию для реализации на внутреннем рынке и на экспорт; - в сохранении и рациональном использовании водных биологических ресурсов Калининградской области; - в подготовке квалифицированных кадров для организаций рыбного хозяйства Калининградской области. Почётное звание присваивается гражданам Российской Федерации, иностранным гражданам, лицам без гражданства, проработавшим в рыбном хозяйстве Калининградской области не менее 10 лет. | Указ Губернатора Калининградской области от 15 декабря 2015 № 172 (ред. от 29.10.2019) «О почётном звании Калининградской области "Почётный работник рыбного хозяйства Калининградской области"» |
|                     | Почётное звание Калининградской области «Доброволец Калининградской области» ––– (Нагрудный знак к почётному званию)                            | 19 ноября 2018 года  | Почётное звание «Доброволец Калининградской области» присваивается гражданам Российской Федерации, иностранным гражданам, лицам без гражданства, имеющим опыт добровольческой деятельности на территории Калининградской области не менее 3 лет, отличившимся активным участием в развитии добровольческого движения на территории Калининградской области, имеющим достижения и внедрившим инновации в сфере организации добровольческой деятельности, в том числе лучшие количественные и (или) качественные показатели в осуществлении общественно полезной деятельности, участвующим в вовлечении в добровольческую деятельность ранее не участвовавших в добровольческой деятельности граждан, в передаче опыта добровольческой деятельности посредством проведения образовательных, просветительских, консультационных мероприятий, наставнической деятельности. | Указ губернатора Калининградской области от 19 ноября 2018 года № 184 «О почётном звании Калининградской области "Доброволец Калининградской области"» |

### Почётные грамоты
| Изображение награды | Наименование награды | Дата учреждения       | Правила награждения | Источник |
| ------------------- | --- | --------------------- | --- | --- |
|                     | Почётная грамота Законодательного Собрания Калининградской области (название до 19 мая 2022 г. - Почётная грамота Калининградской областной Думы) | 26 сентября 2007 года | Почётной грамотой Калининградской областной Думы награждаются организации независимо от их организационно-правовых форм и форм собственности, средства массовой информации, муниципальные образования, граждане Российской Федерации, иностранные граждане, лица без гражданства. Решение о награждении Почётной грамотой принимается Калининградской областной Думой в форме постановления по представлению председателя, первого заместителя председателя, заместителя председателя Калининградской областной Думы, постоянных комитетов и депутатов Калининградской областной Думы. После принятия решения о награждении Почётной грамотой награжденным гражданам и организациям отделом бухгалтерского учета и отчетности управления делами областной Думы перечисляется денежная премия в размере 20000 рублей. Почётная грамота помещается в рамку со стеклом или в папку с логотипом Калининградской областной Думы и вручается в торжественной обстановке депутатом областной Думы или уполномоченным им лицом. Повторное награждение Почётной грамотой производится не ранее чем через пять лет. В случае утраты дубликат Почётной грамоты не выдаётся. | Постановление Калининградской областной Думы от 15 февраля 2018 года № 54 «О Почётной грамоте Калининградской областной Думы»                |
|                     | Почётная грамота Правительства Калининградской области ––– (Знак к Почётной грамоте Правительства Калининградской области)                        | 26 сентября 2007 года | Почётной грамотой награждаются граждане Российской Федерации, иностранные граждане, лица без гражданства, организации независимо от их организационно-правовых форм и форм собственности, муниципальные образования Калининградской области за заслуги в содействии социально-экономическому и культурному развитию Калининградской области, в обеспечении эффективной деятельности органов исполнительной власти Калининградской области, органов местного самоуправления муниципальных образований Калининградской области, в осуществлении мер по обеспечению законности, прав и свобод граждан. Для награждения Почётной грамотой заслуги граждан Российской Федерации, иностранных граждан, лиц без гражданства, организаций, муниципальных образований Калининградской области должны быть ранее отмечены наградами, учреждаемыми федеральными органами государственной власти и иными федеральными государственными органами, органами государственной власти субъектов Российской Федерации, общественными и религиозными объединениями, Благодарственным письмом Губернатора Калининградской области. Лицу, организации, муниципальному образованию Калининградской области, награждённым Почётной грамотой Правительства Калининградской области, вручается Почётная грамота, знак к Почётной грамоте; выплачивается разовое денежное вознаграждение в размере 20000 рублей. | Постановление Правительства Калининградской области от 22 августа 2017 года № 446 «О Почётной грамоте Правительства Калининградской области» |

## Другие награды Калининградской области

### Награды и поощрения Законодательного Собрания, Губернатора и Правительства Калининградской области
| Изображение награды | Наименование награды | Дата учреждения                                       | Правила награждения | Источник |
| ------------------- | --- | ----------------------------------------------------- | --- | --- |
|                     | Благодарность Законодательного Собрания Калининградской области | 12 мая 2022 года                                      | Благодарность Законодательного Собрания Калининградской области объявляется гражданам Российской Федерации, иностранным гражданам и лицам без гражданства за добросовестный труд, личный вклад в развитие Калининградской области, осуществление мер по обеспечению законности, прав и свобод граждан, за иные заслуги. | Постановление Законодательного Собрания Калининградской области от 12.05.2022 г. № 175 "О благодарности Закононательного Собрания Калининградской области"                                                                                   |
|                     | Почётный диплом «Благодарность Губернатора Калининградской области» | 27 сентября 2021 года                                 | Основанием для награждения являются заслуги в социально-экономическом развитии Калининградской области, науке, культуре, искусстве, просвещении, в охране здоровья и обеспечении законности, прав и свобод граждан, а также в обеспечении эффективной деятельности органов исполнительной власти Калининградской области и органов местного самоуправления муниципальных образований Калининградской области. Диплом могут быть награждены также организации или органы исполнительной власти, внёсшие значительный вклад в развитие Калининградской области. | Указ Губернатора Калининградской области от 27 сентября 2021 года № 77 «О почётном дипломе "Благодарность Губернатора Калининградской области"»                                                                                              |
|                     | Благодарственное письмо Председателя Законодательного Собрания Калининградской области | 5 мая 2022 года                                       | Благодарственное письмо Председателя Законодательного Собрания Калининградской области вручается гражданам, иностранным гражданам и лицам без гражданства за добросовестный труд, высокие показатели в профессиональной деятельности, личный вклад в развитие гражданского общества, решение вопросов местного значения, осуществление мер по охране окружающей среды, защите законности и правопорядка, активное участие в общественной жизни, благотворительную деятельность, а также за иные заслуги перед жителями Калининградской области. | Распоряжение Председателя Законодательного Собрания Калининградской области от 5 мая 2022 г. № ОД\19-р "О благодарственном письме Председателя Законодательного Собрания Калининградской области"                                            |
|                     | Благодарственное письмо Губернатора Калининградской области (вручалось до 2022 года, в настоящее время вместо него вручается Почётный диплом "Благодарность Губернатора Калининградской области") | *                                                     | Губернатор Калининградской области в порядке поощрения отмечает Благодарственным письмом Губернатора Калининградской области граждан, организации и муниципальные образования за эффективный и добросовестный труд, за безупречную и эффективную государственную службу, за достижение определенных успехов в экономической, социальной, общественной, культурной, профессиональной, трудовой и других сферах деятельности на территории Калининградской области. | * |
|                     | Почётный диплом Правительства Калининградской области «Лучший наставник в системе органов исполнительной власти Калининградской области»                                                          | 16 декабря 2020 года                                  | Почётным дипломом «Лучший наставник в системе органов исполнительной власти Калининградской области» награждаются государственные гражданские служащие Калининградской области, замещающие должности в аппарате Правительства Калининградской области и органах исполнительной власти Калининградской области, за эффективное и долговременное осуществление наставничества на государственной гражданской службе Калининградской области. | Постановление Правительства Калининградской области от 16 декабря 2020 года № 902 «О почётном дипломе Правительства Калининградской области "Лучший наставник в системе органов исполнительной власти Калининградской области"»              |
|                     | Памятный знак «Участнику штурма Кенигсберга» | 1994 год --- 9 сентября 2004 года (учреждён повторно) | Памятный знак «Участнику штурма Кенигсберга» вручается участникам штурма Кенигсберга, проживающим на территории Калининградской области, награждённым медалью «За взятие Кенигсберга», а также гражданам, принимавшим участие в Восточно-Прусской операции, по представлению документов установленного образца. Памятный знак «Участнику штурма Кенигсберга» вместе с лентой цветов Государственного флага Российской Федерации вкладывается в именной диплом. | Постановление администрации Калининградской области от 9 сентября 2004 года № 439 «Об учреждении памятных знаков «Участнику штурма Кенигсберга», «Ветерану Великой Отечественной войны», «Участнику становления Калининградской области»     |
|                     | Памятный знак «Ветерану Великой Отечественной войны» | 1994 год --- 9 сентября 2004 года (учреждён повторно) | Памятный знак «Ветерану Великой Отечественной войны» вручается жителям Калининградской области: - участникам Великой Отечественной войны; - труженикам тыла, работавшим в период Великой Отечественной войны 1941-1945 гг.; - жителям блокадного Ленинграда; - бывшим несовершеннолетним узникам концлагерей, гетто и других мест принудительного содержания, созданных фашистами и их союзниками в период второй мировой войны. Памятный знак «Ветерану Великой Отечественной войны» вместе с лентой цветов Государственного флага Российской Федерации вложен в именной диплом. | Постановление администрации Калининградской области от 9 сентября 2004 года № 439 «Об учреждении памятных знаков «Участнику штурма Кенигсберга», «Ветерану Великой Отечественной войны», «Участнику становления Калининградской области»     |
|                     | Памятный знак «Участнику становления Калининградской области» | 9 сентября 2004 года                                  | Памятный знак «Участнику становления Калининградской области» вручается гражданам: - прибывшим в область с апреля 1945 года по декабрь 1952 года включительно, приступившим в этот период к работе на предприятиях, в организациях, учреждениях, колхозах, совхозах, воинских частях; - военнослужащим, проходившим службу на территории области и уволенным в запас (отставку) с апреля 1945 года по декабрь 1952 года, демобилизовавшимся и приступившим к работе на территории области; - супругам военнослужащих, прибывшим в область в период с апреля 1945 года по декабрь 1952 года включительно, родившим в этот период двух и более детей и осуществляющим уход за ними; - женщинам, прибывшим в область в период с апреля 1945 года по декабрь 1952 года включительно, имеющим детей-инвалидов, а также родившим в данный период детей, признанных инвалидами, осуществляющим уход за ними и не приступившим по указанным причинам к работе в организациях Калининградской области; - гражданам, обучавшимся в высших и средних специальных учебных заведениях профессионального образования на территории области в период с апреля 1945 года по декабрь 1952 года включительно, приступившим после их окончания к работе на предприятиях, в организациях, учреждениях, колхозах, совхозах, воинских частях на территории области. Памятный знак «Участнику становления Калининградской области» вместе с лентой цветов Государственного флага Российской Федерации вложен в именной диплом. | Постановление администрации Калининградской области от 9 сентября 2004 года № 439 «Об учреждении памятных знаков «Участнику штурма Кенигсберга», «Ветерану Великой Отечественной войны», «Участнику становления Калининградской области» --- |

### Юбилейные медали
| Изображение награды | Наименование награды                                       | Дата учреждения    | Правила награждения | Источник |
| ------------------- | ---------------------------------------------------------- | ------------------ | --- | --- |
|                     | Памятная медаль «В честь 60-летия Калининградской области» | 19 июня 2006 года  | Памятной медали «В честь 60-летия Калининградской области» удостаивались граждане: - лица, признаные ветеранами становления Калининградской области в соответствии со статьёй 1 Закона Калининградской области «О ветеранах становления Калининградской области»; - лица, внёсшие значительный вклад в развитие Калининградской области, в том числе за особые достижения в сфере экономики, производства, науки, техники, строительства, культуры, искусства, образования, здравоохранения, спорта, законности и правопорядка, обороны, духовного развития граждан и других общественно значимых сфер деятельности на территории Калининградской области; при этом учитывались высокие показатели в труде и общественной работе в Калининградской области и стаж работы на предприятиях, в учреждениях, иных организациях на территории Калининградской области не менее 20 лет; - почётные гости органов государственной власти Калининградской области; - иные лица, в том числе осуществляющие благотворительную деятельность, имеющие широкую известность в Калининградской области.                                                   | Указ губернатора Калининградской области от 19 июня 2006 года № 64 «Об учреждении памятной медали "В честь 60-летия Калининградской области"» |
|                     | Юбилейная медаль «К 70-летию Калининградской области»      | 24 мая 2016 года   | Юбилейная медаль «К 70-летию Калининградской области» является мерой поощрения, которой могут быть удостоены граждане Российской Федерации, иностранные граждане и лица без гражданства Медаль вручается: - лицам, признанным ветеранами становления Калининградской области в соответствии со статьёй 1 Закона Калининградской области «О ветеранах становления Калининградской области»; - лицам, внесшим значительный вклад в развитие Калининградской области, в том числе за особые достижения в сфере экономики, производства, науки, техники, строительства, культуры, искусства, образования, здравоохранения, спорта, законности и правопорядка, обороны, духовного развития граждан и других общественно значимых сфер деятельности на территории Калининградской области; при этом учитываются высокие показатели в труде и общественной работе в Калининградской области и стаж работы на предприятиях, в учреждениях, иных организациях на территории Калининградской области не менее 20 лет; - иным лицам, в том числе осуществляющим благотворительную деятельность, имеющим широкую известность в Калининградской области. | Указ губернатора Калининградской области от 24 мая 2016 года № 68 «Об учреждении юбилейной медали "К 70-летию Калининградской области"» ---   |
|                     | Юбилейная медаль «К 75-летию Калининградской области»      | 6 апреля 2021 года | Юбилейная медаль «К 75-летию Калининградской области» является мерой поощрения, которой могут быть удостоены граждане Российской Федерации, иностранные граждане и лица без гражданства Медаль вручается: - лицам, признанным ветеранами становления Калининградской области в соответствии со статьёй 1 Закона Калининградской области «О ветеранах становления Калининградской области»; - лицам, внесшим значительный вклад в развитие Калининградской области, в том числе за особые достижения в сфере экономики, производства, науки, техники, строительства, культуры, искусства, образования, здравоохранения, спорта, законности и правопорядка, обороны, духовного развития граждан и других общественно значимых сфер деятельности на территории Калининградской области; при этом учитываются высокие показатели в труде и общественной работе в Калининградской области и стаж работы на предприятиях, в учреждениях, иных организациях на территории Калининградской области не менее 20 лет; - иным лицам, в том числе осуществляющим благотворительную деятельность, имеющим широкую известность в Калининградской области. | Указ Губернатора Калининградской области от 6 апреля 2021 года № 32 «Об учреждении юбилейной медали "К 75-летию Калининградской области"» --- |

### Ведомственные награды
| Изображение награды | Наименование награды                                                      | Дата учреждения | Правила награждения | Источник |
| ------------------- | ------------------------------------------------------------------------- | --------------- | --- | --- |
|                     | Почётный знак «За заслуги перед здравоохранением Калининградской области» | 2011 год        | Почётный знак «За заслуги перед здравоохранением Калининградской области» является ведомственной наградой Министерства здравоохранения Калининградской области. Почётным знаком награждаются медицинские работники проживающие на территории Калининградской области за многолетний добросовестный труд в отрасли здравоохранения, большой личный вклад и высокий профессионализм. Награждённому Почётным знаком выплачивается единовременная денежная выплата в размере должностного оклада. | О Почётном знаке «За заслуги перед здравоохранением Калининградской области» на портале Правительства Калининградской области |

## Награды города Калининграда
| Изображение награды | Наименование награды                                                                                | Дата учреждения      | Правила награждения | Источник |
| ------------------- | --------------------------------------------------------------------------------------------------- | -------------------- | --- | --- |
|                     | Медаль «За заслуги перед городом Калининградом»                                                     | 4 июня 2014 года     | Основаниями для награждения медалью «За заслуги перед городом Калининградом» являются: - эффективная деятельность граждан по развитию экономики, производства, науки, техники, культуры, искусства, по воспитанию и образованию, в области здравоохранения и охраны окружающей среды, гражданской обороны и других областях трудовой деятельности; - личный вклад в укрепление законности, правопорядка и общественной безопасности на территории городского округа, в развитие системы муниципального управления и общественных инициатив; - благотворительная и иная деятельность во благо городского округа; - высокое профессиональное мастерство и многолетний добросовестный труд; - значительный вклад в выполнение социально-экономических программ развития городского округа, повышение его престижа; - самоотверженность, мужество и отвага, проявленные при спасении людей во время чрезвычайных ситуаций (стихийные бедствия, аварии, катастрофы и другие чрезвычайные ситуации), а также за действия проявленные при исполнении гражданского или служебного долга в условиях, сопряжённых с риском для жизни. | Решение городского Совета депутатов Калининграда от 4 июня 2014 года № 168 "Об утверждении Положения "О награждении медалью «За заслуги перед городом Калининградом»" ———                |
|                     | Звание «Почётный гражданин города Калининграда» ––– (Знак «Почётный гражданин города Калининграда») | 16 октября 1995 года | Звание «Почётный гражданин города Калининграда» присваивается: - лицам, имеющим исключительный авторитет у жителей города Калининграда, обретённый длительной общественной, культурной, научной, политической, хозяйственной, а также иной деятельностью с выдающимися результатами для Российской Федерации и города Калининграда; - лицам, совершившим мужественные поступки во благо города; - лицам, имеющим долговременную и устойчивую известность среди жителей города на почве эффективной благотворительной деятельности. Имена Почётных граждан заносятся в Книгу Почётных граждан города Калининграда в хронологическом порядке. Книга Почётных граждан города Калининграда хранится в Калининградском городском Совете депутатов. | Постановление Мэрии города Калининграда от 16 октября 1995 года № 2049 «О почётном гражданине города Калининграда»                                                                       |
|                     | Нагрудный знак «Ветеран восстановления Калининграда»                                                | 15 апреля 2009 года  | Нагрудным знаком «Ветеран восстановления Калининграда» награждаются высококвалифицированные работники предприятий, организаций и учреждений строительного комплекса, внесшие значительный вклад в восстановление города Калининграда: за многолетний труд, успешное выполнение производственных заданий, ввод в эксплуатацию объектов и производственных мощностей, за разработку и внедрение современных технологий. К награждению нагрудным знаком представляются жители Калининграда, работавшие в организациях, предприятиях и учреждениях строительного комплекса Калининграда с января 1953 года по январь 1990 года и имеющие стаж в строительной отрасли не менее 15 лет - для неработающих ветеранов, и 10 лет - для ветеранов, которые по-прежнему трудятся. | Решение от 15 апреля 2009 года № 70 «Об утверждении положения о нагрудном знаке «Ветеран восстановления Калининграда»» — Описание нагрудного знака «Ветеран восстановления Калининграда» |
|                     | Юбилейная медаль «70 лет городу Калининграду»                                                       | 16 декабря 2015 года | Награждение юбилейной медалью «70 лет городу Калининграду» является признанием заслуг удостоенного ею лица перед городским округом «Город Калининград» в деятельности, направленной на всестороннее развитие, обеспечение благополучия городского округа и рост благосостояния его населения. Медаль носится на левой стороне груди и располагается ниже государственных наград Российской Федерации и наград Калининградской области. Медалью награждаются депутаты представительного органа, лица, замещающие муниципальные должности, муниципальные служащие и технические работники органов местного самоуправления города Калининграда, граждане, проживающие в городском округе «Город Калининград», и иные граждане Российской Федерации. При включении в списки лиц, представляемых к награждению, внесших наибольший вклад в развитие городского округа «Город Калининград», учитываются: - высокие достижения в труде и общественной работе в городском округе «Город Калининград»; - высокое профессиональное мастерство и многолетний добросовестный труд. Медаль и удостоверение к ней вручаются награждённому лицу главой городского округа «Город Калининград», председателем городского Совета депутатов Калининграда, депутатами городского Совета депутатов Калининграда в торжественной обстановке. Повторное награждение медалью одного и того же лица не допускается. Лица, награждённые медалью «70 лет городу Калининграду», обладают правом ношения медали, вправе принимать участие в торжественных приёмах, проводимых органами местного самоуправления городского округа «Город Калининград» по случаю празднования Дня города и государственных праздников. | Решение городского Совета депутатов Калининграда от 16 декабря 2015 года № 417 «Об утверждении Положения "О юбилейной медали «70 лет городу Калининграду»" ---                           |